# James while John had had had had had had had had had had had a better effect on the teacher
"James while John had had had had had had had had had had had a better effect on the teacher" é uma frase na língua inglesa usada como exemplo para frisar a importância da pontuação e para demonstrar ambiguidades lexicais. Apesar de gramaticalmente correta, a ausência de pontos, vírgulas, ponto-e-vírgulas e aspas torna o significado desta construção ambíguo.
A frase situa três personagens: dois alunos e um professor. James e John tiveram uma prova de inglês que pediu para descrever um homem que sofreu um resfriado no passado. John escreve: "The man had a cold", que o professor marca como incorreto, enquanto James escreve corretamente: "The man had had a cold". John usa o termo "had" na oração, enquanto James vale-se de "had had", que seria um termo mais apropriado para a frase em questão. O feito de James gera um maior apreço por parte do professor.
Se escrita com a pontuação correta e conforme seu sentido original, a frase fica:
James, while John had had "had", had had "had had"; "had had" had had a better effect on the teacher.
E traduzida para o português, fica:
James, enquanto John tinha usado "had", usara "had had"; "had had" havia causado uma melhor impressão no professor.
Em cada um dos cinco pares de palavras "had" na frase, o primeiro par está na forma do pretérito perfeito (past perfect). As instâncias em itálico denotam ênfase de entonação, enfocando as diferenças nas respostas dos alunos e, finalmente, identificando a correta.

## Uso
A frase pode ser dada como um quebra-cabeça gramatical ou um item em um teste, para o qual deve encontrar a pontuação apropriada para dar sentido. Hans Reichenbach usou uma frase semelhante em 1947 como um exercício para o leitor ("John where Jack..."), para ilustrar os diferentes níveis da linguagem, nomeadamente linguagem objeto e metalinguagem.
Em pesquisas sobre como as pessoas compreendem informações em seu ambiente, essa frase foi usada para demonstrar como decisões aparentemente arbitrárias podem mudar o significado de forma radical, de forma análoga à maneira que mudanças na pontuação e citações na frase mostram que o professor prefere alternadamente o trabalho de James e o trabalho de John (e.g., comparando: 'James, while John had had "had," had...' vs. 'James, while John had had "had had,"...').
A frase também é usada para mostrar a imprecisão semântica da palavra "teve" (had) e a diferença entre usar uma palavra e mencionar uma palavra.
A frase também foi usada como um exemplo das complexidades da linguagem, sua interpretação e seus efeitos sobre as percepções de uma pessoa.
Para que a estrutura sintática seja clara para um leitor, a frase exige, no mínimo, que as duas orações sejam separadas usando um ponto-e-vírgula, ponto final ou outros sinal. Ainda assim, o romance de Jasper Fforde, The Well of Lost Plots, emprega uma variação da frase para ilustrar a confusão que pode surgir mesmo de uma escrita bem pontuada:

"Okay" said the Bellman, whose head was in danger of falling apart like a chocolate orange, "let me get this straight: David Copperfield, unlike Pilgrim’s Progress, which had had 'had', had had 'had had'. 'Had had' had had TGC’s approval?"